# مسابقات قهرمانی تکواندو جهان ۲۰۰۷
مسابقات قهرمانی تکواندو جهان ۲۰۰۷ هجدهمین دورهٔ مسابقات قهرمانی تکواندو جهان می‌باشد که از ۱۸ تا ۲۲ مه در پکن، چین برگزار گردید.

## خلاصه مدال‌ها

### مردان
| رویداد | طلا                               | نقره                          | برنز                        |
| ۵۴– ک‌گ | چوی یئون-هو · کرهٔ جنوبی           | Chutchawal Khawlaor · تایلند  | Aslan Batykulov · قزاقستان  |
| ۵۴– ک‌گ | چوی یئون-هو · کرهٔ جنوبی           | Chutchawal Khawlaor · تایلند  | Rodolfo Osornio · مکزیک     |
| ۵۸– ک‌گ | Juan Antonio Ramos · اسپانیا      | گیرمو پرز · مکزیک             | تامر بیومی · مصر            |
| ۵۸– ک‌گ | Juan Antonio Ramos · اسپانیا      | گیرمو پرز · مکزیک             | Lee Sun-jae · کرهٔ جنوبی     |
| ۶۲– ک‌گ | فیلیپ گرگیچ · کرواسی              | Nacha Punthong · تایلند       | Rafik Zohri · هلند          |
| ۶۲– ک‌گ | فیلیپ گرگیچ · کرواسی              | Nacha Punthong · تایلند       | Marcel Ferreira · برزیل     |
| ۶۷– ک‌گ | Gessler Viera · کوبا              | امید غلام‌زاده · ایران         | سانگ میونگ-سئوب · کرهٔ جنوبی |
| ۶۷– ک‌گ | Gessler Viera · کوبا              | امید غلام‌زاده · ایران         | Dennis Bekkers · هلند       |
| ۷۲– ک‌گ | سانگ یو چی · تایوان               | نثاراحمد بهاوی · افغانستان    | Tommy Mollet · هلند         |
| ۷۲– ک‌گ | سانگ یو چی · تایوان               | نثاراحمد بهاوی · افغانستان    | هادی ساعی · ایران           |
| ۷۸– ک‌گ | استیون لوپز · ایالات متحده آمریکا | Jang Chang-ha · کرهٔ جنوبی     | Sébastien Michaud · کانادا  |
| ۷۸– ک‌گ | استیون لوپز · ایالات متحده آمریکا | Jang Chang-ha · کرهٔ جنوبی     | Balázs Tóth · مجارستان      |
| ۸۴– ک‌گ | بحری تانریکولو · ترکیه            | Tavakkul Bayramov · آذربایجان | Park Min-soo · کرهٔ جنوبی    |
| ۸۴– ک‌گ | بحری تانریکولو · ترکیه            | Tavakkul Bayramov · آذربایجان | Arman Chilmanov · قزاقستان  |
| ۸۴+ ک‌گ | Daba Modibo Keïta · مالی          | مرتضی رستمی · ایران           | Nam Yun-bae · کرهٔ جنوبی     |
| ۸۴+ ک‌گ | Daba Modibo Keïta · مالی          | مرتضی رستمی · ایران           | Abdelkader Zrouri · مراکش   |

### زنان
| رویداد | طلا                         | نقره                        | برنز                                  |
| ۴۷– ک‌گ | وو جینگیو · چین             | یاوواپا بوراپولچای · تایلند | Yang Shu-chun · تایوان                |
| ۴۷– ک‌گ | وو جینگیو · چین             | یاوواپا بوراپولچای · تایلند | Charlotte Craig · ایالات متحده آمریکا |
| ۵۱– ک‌گ | بریژیت یاگو · اسپانیا       | آنا زانینوویچ · کرواسی      | Yajaira Peguero · دومینیکن            |
| ۵۱– ک‌گ | بریژیت یاگو · اسپانیا       | آنا زانینوویچ · کرواسی      | Nazgul Tazhigulova · قزاقستان         |
| ۵۵– ک‌گ | Jung Jin-hee · کرهٔ جنوبی    | Tseng Yi-hsuan · تایوان     | Yaimara Rosario · کوبا                |
| ۵۵– ک‌گ | Jung Jin-hee · کرهٔ جنوبی    | Tseng Yi-hsuan · تایوان     | Andrea Rica · اسپانیا                 |
| ۵۹– ک‌گ | Lee Sung-hye · کرهٔ جنوبی    | حمیده بوکچین توسون · ترکیه  | دیانا لوپز · ایالات متحده آمریکا      |
| ۵۹– ک‌گ | Lee Sung-hye · کرهٔ جنوبی    | حمیده بوکچین توسون · ترکیه  | Watcharaporn Dongnoi · تایلند         |
| ۶۳– ک‌گ | کارین سرگری · کانادا        | Park Hye-mi · کرهٔ جنوبی     | Mona Solheim · نروژ                   |
| ۶۳– ک‌گ | کارین سرگری · کانادا        | Park Hye-mi · کرهٔ جنوبی     | Nia Abdallah · ایالات متحده آمریکا    |
| ۶۷– ک‌گ | هوانگ کیونگ-سون · کرهٔ جنوبی | گلادیس اپانگ · فرانسه       | Helena Fromm · آلمان                  |
| ۶۷– ک‌گ | هوانگ کیونگ-سون · کرهٔ جنوبی | گلادیس اپانگ · فرانسه       | ساندرا ساریک · کرواسی                 |
| ۷۲– ک‌گ | ماریا اسپینوزا · مکزیک      | Lee In-jong · کرهٔ جنوبی     | لو وی (تکواندوکار) · چین              |
| ۷۲– ک‌گ | ماریا اسپینوزا · مکزیک      | Lee In-jong · کرهٔ جنوبی     | ناتالیا فلاوینیا · برزیل              |
| ۷۲+ ک‌گ | چن ژونگ · چین               | Han Jin-sun · کرهٔ جنوبی     | Tsui Fang-hsuan · تایوان              |
| ۷۲+ ک‌گ | چن ژونگ · چین               | Han Jin-sun · کرهٔ جنوبی     | Daniela Castrignano · ایتالیا         |

## جدول مدال‌ها
| رتبه            | کشور                | طلا | نقره | برنز | مجموع |
| --------------- | ------------------- | --- | ---- | ---- | ----- |
| ۱               | کرهٔ جنوبی           | ۴   | ۴    | ۴    | ۱۲    |
| ۲               | اسپانیا             | ۲   | ۰    | ۱    | ۳     |
| ۲               | چین                 | ۲   | ۰    | ۱    | ۳     |
| ۴               | تایوان              | ۱   | ۱    | ۲    | ۴     |
| ۵               | مکزیک               | ۱   | ۱    | ۱    | ۳     |
| ۵               | کرواسی              | ۱   | ۱    | ۱    | ۳     |
| ۷               | ترکیه               | ۱   | ۱    | ۰    | ۲     |
| ۸               | ایالات متحده آمریکا | ۱   | ۰    | ۳    | ۴     |
| ۹               | کانادا              | ۱   | ۰    | ۱    | ۲     |
| ۹               | کوبا                | ۱   | ۰    | ۱    | ۲     |
| ۱۱              | مالی                | ۱   | ۰    | ۰    | ۱     |
| ۱۲              | تایلند              | ۰   | ۳    | ۱    | ۴     |
| ۱۳              | ایران               | ۰   | ۲    | ۱    | ۳     |
| ۱۴              | آذربایجان           | ۰   | ۱    | ۰    | ۱     |
| ۱۴              | افغانستان           | ۰   | ۱    | ۰    | ۱     |
| ۱۴              | فرانسه              | ۰   | ۱    | ۰    | ۱     |
| ۱۷              | قزاقستان            | ۰   | ۰    | ۳    | ۳     |
| ۱۷              | هلند                | ۰   | ۰    | ۳    | ۳     |
| ۱۹              | برزیل               | ۰   | ۰    | ۲    | ۲     |
| ۲۰              | آلمان               | ۰   | ۰    | ۱    | ۱     |
| ۲۰              | ایتالیا             | ۰   | ۰    | ۱    | ۱     |
| ۲۰              | دومینیکن            | ۰   | ۰    | ۱    | ۱     |
| ۲۰              | مجارستان            | ۰   | ۰    | ۱    | ۱     |
| ۲۰              | مراکش               | ۰   | ۰    | ۱    | ۱     |
| ۲۰              | مصر                 | ۰   | ۰    | ۱    | ۱     |
| ۲۰              | نروژ                | ۰   | ۰    | ۱    | ۱     |
| مجموع (۲۶ کشور) | مجموع (۲۶ کشور)     | ۱۶  | ۱۶   | ۳۲   | ۶۴    |

## رده‌بندی تیمی
| رتبه | تیم                 | امتیازات |
| ---- | ------------------- | -------- |
| ۱    | کرهٔ جنوبی           | ۵۳       |
| ۲    | ایران               | ۴۵       |
| ۳    | اسپانیا             | ۳۹       |
| ۴    | تایوان              | ۳۴       |
| ۵    | مکزیک               | ۳۳       |
| ۶    | تایلند              | ۳۳       |
| ۷    | ایالات متحده آمریکا | ۳۱       |
| ۸    | جمهوری آذربایجان    | ۳۰       |
| ۹    | ترکیه               | ۲۹       |
| ۱۰   | قزاقستان            | ۲۸       |

| رتبه | تیم                 | امتیازات |
| ---- | ------------------- | -------- |
| ۱    | کرهٔ جنوبی           | ۷۳       |
| ۲    | چین                 | ۴۵       |
| ۳    | کانادا              | ۳۶       |
| ۴    | اسپانیا             | ۳۵       |
| ۵    | تایوان              | ۳۵       |
| ۶    | مکزیک               | ۳۴       |
| ۷    | کرواسی              | ۲۹       |
| ۸    | ایالات متحده آمریکا | ۲۸       |
| ۹    | ترکیه               | ۲۷       |
| ۱۰   | برزیل               | ۲۶       |